# Evgeny Kobernyak
Evgeny Kobernyak, né le 24 janvier 1995 à Saint-Pétersbourg, est un coureur cycliste russe.

## Biographie
Il met un terme à sa carrière professionnelle à l'issue de la saison 2019.

## Palmarès
- 2013
  - 3e du championnat de Russie du contre-la-montre juniors
- 2017
  - 3e du Cinq anneaux de Moscou

## Classements mondiaux
| Année           | 2017 | 2018   |
| --------------- | ---- | ------ |
| UCI Europe Tour | 931e | 1 108e |